# The Hours (film)
The Hours is een Brits-Amerikaanse dramafilm uit 2002, geregisseerd door Stephen Daldry. De hoofdrollen worden vertolkt door Nicole Kidman, Meryl Streep, Julianne Moore en Ed Harris. Het scenario is gebaseerd op het gelijknamige boek van Michael Cunningham.
De film focust zich op drie vrouwen uit verschillende generaties, wier levens met elkaar zijn verbonden door de roman Mrs. Dalloway van Virginia Woolf. De film kreeg overwegend lovende kritieken en werd voor negen Oscars genomineerd.

## Verhaal
Met uitzondering van de openingsscène en slotscène, die de zelfmoord van Virginia Woolf in 1941 tonen, speelt het verhaal zich af op één enkele dag in drie verschillende jaren: in 1923, als Woolf net met haar verhaal begonnen is, in 1951, waarin huisvrouw Laura Brown dankzij Woolfs roman ontsnapt aan haar dagelijkse sleur, en in 2001, als Clarissa Vaughan een leven leidt dat sterk doet denken aan dat van de hoofdpersoon uit Woolfs roman.
1923: Woolf heeft al meerdere zenuwinzinkingen gekend. Ze lijdt aan depressie, voelt zich een gevangene in haar huis en wordt geïntimideerd door haar echtgenoot Leonard. Na een bezoek van haar zus Vanessa (waar Woolf zowel naar uitkeek als bang voor was), vlucht ze naar het treinstation om de trein naar Londen te nemen. Leonard komt haar achterna om haar terug te halen, en biecht op continu bang te zijn dat Virginia op een dag zelfmoord zal plegen. Virginia bevestigt die angst, maar is van mening dat ze zelf over haar leven moet kunnen beslissen, dus ook wanneer het van haar mag eindigen.
1951: Laura is getrouwd met Dan. De twee hebben een zoontje dat Richie heet en verwachten hun tweede kind. Laura is fulltime huisvrouw. Het gezin lijkt tegenover de buitenwereld de American Dream te belichamen, maar Laura is diep ongelukkig. Wanneer op een dag haar buurvrouw Kitty langskomt om te vragen of Laura even op haar hond kan passen, beseft Laura haar ware gevoelens en kust Kitty vol op de mond. Beide vrouwen laten zich even helemaal gaan. Nadien zet Laura Richie af bij de buren en vertrekt met de belofte dat ze snel terug zal zijn. Ze gaat naar een hotel waar ze overweegt zelfmoord te plegen. Ze leest Mrs. Dalloway. Hierna valt ze in slaap en na te zijn ontwaakt ziet ze af van haar zelfmoordplannen. Ze keert huiswaarts.
2001: Clarissa maakt zich zorgen om haar vriend Richard, een aan Aids lijdende dichter die op het punt staat een prijs te krijgen voor zijn werk. Ze plant een feestje voor hem. Clarissa is lesbisch en woont al tien jaar samen met Sally Lester, maar tijdens haar studententijd had ze een relatie met Richard. Richard biecht op dat hij al jaren zelfmoord overweegt en enkel voor Clarissa in leven is gebleven. De prijs betekent niks voor hem. Na haar nog eenmaal te hebben gesproken, springt hij uit het raam. Die avond komt Laura, Richards moeder, naar Clarissa's appartement, en blijkt dat Richard aan een trauma leed dat hij opliep toen zij hem die bewuste dag in 1953 bij de buren dumpte en bijna zelfmoord pleegde.

## Rolverdeling
1923
- Nicole Kidman - Virginia Woolf
- Stephen Dillane - Leonard Woolf
- Miranda Richardson - Vanessa Bell
- Lyndsey Marshal - Lottie Hope
- Linda Bassett - Nelly Boxall

1951
- Julianne Moore - Laura Brown
- John C. Reilly - Dan Brown
- Jack Rovello - Richie Brown
- Toni Collette - Kitty
- Margo Martindale - Mrs. Latch

2001
- Meryl Streep - Clarissa Vaughan
- Ed Harris - Richard "Richie" Brown
- Allison Janney - Sally Lester
- Claire Danes - Julia Vaughan
- Jeff Daniels - Louis Waters

## Achtergrond

### Filmmuziek
De muziek van The Hours is gecomponeerd door Philip Glass. Het muziekalbum omvat de volgende nummers:
| Nr. | Titel                           | Duur  |
| --- | ------------------------------- | ----- |
| 1.  | The Poet Acts                   | 03:40 |
| 2.  | Morning Passages                | 05:30 |
| 3.  | Something She Has to Do         | 03:09 |
| 4.  | "For Your Own Benefit"          | 02:00 |
| 5.  | Vanessa and the Changelings     | 01:45 |
| 6.  | "I'm Going to Make a Cake"      | 04:01 |
| 7.  | An Unwelcome Friend             | 04:08 |
| 8.  | Dead Things                     | 04:21 |
| 9.  | The Kiss                        | 03:54 |
| 10. | "Why Does Someone Have to Die?" | 03:53 |
| 11. | Tearing Herself Away            | 05:00 |
| 12. | Escape!                         | 03:48 |
| 13. | Choosing Life                   | 03:50 |
| 14. | The Hours                       | 07:44 |
|     | Totale duur                     | 56:43 |

### Uitgave en ontvangst
The Hours ging in première op eerste kerstdag 2002 in New York en Los Angeles. De wereldwijde première was in januari 2003.
De film bracht wereldwijd 108.846.072 dollar op, tegen een budget van 25 miljoen dollar. Reacties van critici waren positief. Op Rotten Tomatoes gaf 81% van de recensenten de film een goede beoordeling. Op Metacritic kreeg de film 81 uit 100 punten. Stephen Holden van de New York Times noemde de film een getrouwe verfilming van het boek.

## Prijzen en nominaties
The Hours won in totaal 34 prijzen, en werd voor nog 71 andere prijzen genomineerd.
De film werd genomineerd voor negen Academy Awards, waarvan die voor beste actrice werd gewonnen:
- Beste film
- Beste regisseur (Stephen Daldry)
- Beste scenario (David Hare)
- Beste actrice (Nicole Kidman) – gewonnen
- Beste vrouwelijke bijrol (Julianne Moore)
- Beste mannelijke bijrol (Ed Harris)
- Beste montage
- Beste kostuums
- Beste muziek

Noemenswaardige gewonnen prijzen zijn:
- De BAFTA Award voor beste actrice (Nicole Kidman)
- De BAFTA - Anthony Asquith Award for Film Music.
- De Golden Globe voor beste film
- De Golden Globe voor beste actrice (Nicole Kidman)
- De Sierra Award voor beste actrice (Nicole Kidman)